# Cryptic Sounds - No Voices in Your Head
Cryptic Sounds es un EP instrumental de la banda de Megadeth, lanzado en 1998 solo en Japón, México y Argentina.
La pista «She-Wolf» fue totalmente modificada, la primera parte de la canción, junto con el coro fue traducida al español con un estilo acústico.

## Lista de canciones
1. «Almost Honest» – 4:14
2. «Vortex» – 3:21
3. «Trust» – 5:30
4. «A Secret Place» – 5:29
5. «She-Wolf» – 3:07

## Miembros
- Dave Mustaine - guitarra
- Marty Friedman - guitarra
- David Ellefson - bajo
- Nick Menza - batería